# 中村元 (水族館プロデューサー)
中村 元（なかむら はじめ、1956年 - ）は、日本各地の水族館で開業・リニューアル時に展示施設のデザイン・構成などのプロデュースを業として手がけるフリーランスの「水族館プロデューサー」である。水族館に関する一般向けの書籍の執筆を手がけるエッセイストとしても活動している。特定非営利活動法人伊勢志摩バリアフリーツアーセンター理事長。NPO法人 伊勢志摩NPOネットワークの会会長。東京コミュニケーションアート専門学校教育顧問（ドルフィントレーナー学科講師）。

## 人物
大学でマーケティングを学んだ中村元は、生き物や水族館は全く知らなかったが、鳥羽水族館に勤務して創設者で初代館長中村幸昭の影響を受け頭角を現し、鳥羽水族館のリニューアルに成功する。その後、新江ノ島水族館（神奈川）、サンシャイン水族館（東京）、山の水族館（北海道）のリニューアルを手掛け、魅力的な最新の展示を示し続けている。

### 水塊
水族館のプロデュースを手がける中村は、「水塊（すいかい）」にこだわる。水の存在感、水中感、水中にいるような感覚、などと解説される水塊は、中村の水族館展示手法の核心であり、中村創案の少ない水を多く見せる工夫や、水槽を大きく見せる工夫、水槽を下から見せる工夫、水が動いている展示の工夫など、様々なテクニックにより表現される。
同時に中村は「生き物を動かすこと」（行動展示）にもこだわり、山の水族館「イトウ大水槽」では水流を工夫して、水槽のガラス面に巨大魚が泳ぐように工夫した。

## 略歴
- 1956年 三重県一志郡嬉野町（現・松阪市）に生まれる[2]。
- 1980年 成城大学経済学部経営学科卒業[2]。
- 1980年 株式会社鳥羽水族館入社、飼育係（アシカトレーナー）、企画室長などを経て副館長[2]。
- 1982年 第一子誕生。
- 2002年 鳥羽水族館を退社、フリーランスでは日本初の「水族館プロデューサー」となる[2]。
- 2002年～ 新江ノ島水族館プロデュースと展示監督となる[2]。2004年、新江ノ島水族館をプロデュース。
- 2011年、サンシャイン水族館をプロデュース[2]。
- 2012年、山の水族館をプロデュース。
- 2017年、マリホ水族館をプロデュース。

## 著書
- 『海からの贈り物　クジラ,サンゴ礁,アザラシ… 水の中の不思議写真館』中村庸夫,鳥羽水族館写真 KKベストセラーズ、1991年。
- 『水族館の話』技報堂出版、1992年。
- 『遺伝子は発情する-動物たちの愛情生活』（絵/内田春菊） KKベストセラーズ・ワニ文庫、1994年
- 『水族館へいこうよ』（絵/柑子木寿）講談社、1994年。
- 『アシカ語を話せる素質』海游舎、1995年。
- 『人魚の微熱-ジュゴンをめぐる愛とロマン』パロル舎、1998年。
- 『生きる者の哲学-アシカの子育て作戦』パロル舎、1999年。
- 『ラッコの道標-ラッコが教えてくれた多様な価値観』パロル舎、2000年。
- 『ぼくらはみんな地球人-地球人だけが知っている地球とのふれあい』インターメディア出版、2001年。
- 『寓話水族館-未来を考える19の物語』 ソフトバンククリエイティブ、2003年。
- 『決定版!! 全国水族館ガイド　水族館人の目で見つけた全国100館の個性』ソフトバンクパブリッシング、2005年。
- 『水族館の通になる-年間3千万人を魅了する楽園の謎』祥伝社新書、2005年。
- 『恋に導かれた観光再生-奇跡のバリアフリー観光誕生の秘密』長崎出版、2006年。
- 『水族館の不思議な生き物』ソフトバンククリエイティブ、2006年。
- 『全国水族館ガイド 2006-2007』ソフトバンククリエイティブ、2007年。
- 『みんなが知りたい水族館の疑問50　イルカは楽しんでショーをしているか?水槽が割れることはないのか? 』*ソフトバンククリエイティブ（サイエンス・アイ新書）、2007年。
- 恋人はイルカ ドルフィントレーナーにあこがれて マイクロマガジン社 2008.5
- 中村元の全国水族館ガイド112 長崎出版 2010.7
- 『水族館哲学 人生が変わる30館』文春文庫、2017年。

## プロデュースした施設
- 鳥羽水族館
- 新江の島水族館
- サンシャイン水族館
- おんねゆ温泉 山の水族館
- 竹島水族館[3]